# Sidi Amar (Annaba)
Sidi Amar è un comune dell'Algeria, situato nella provincia di Annaba.